# Santa Maria ad Busta Gallica

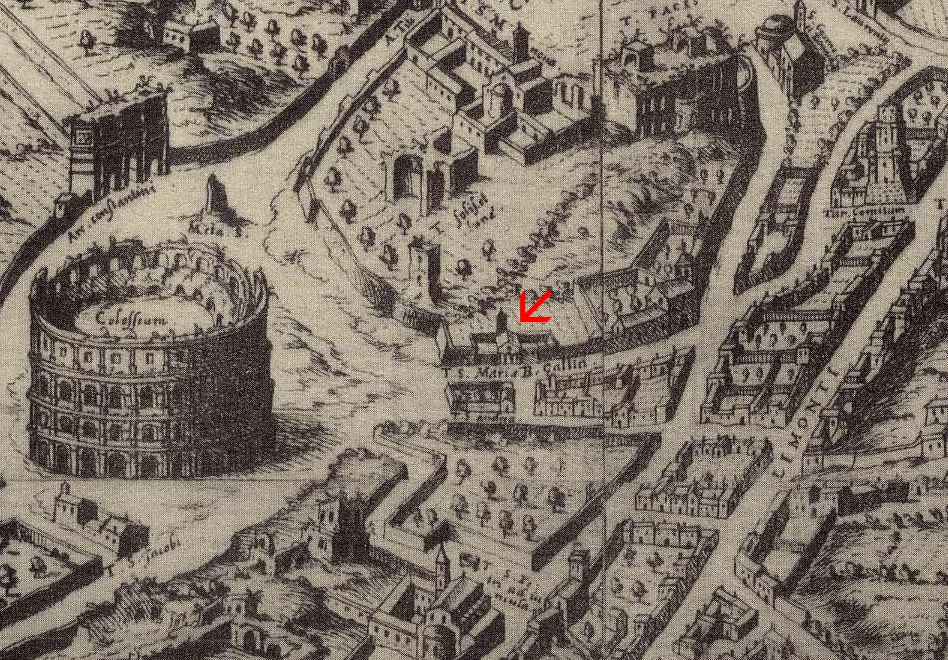
Mapa de Étienne Dupérac (1577). À esquerda estão o Arco de Constantino, a Meta Sudans e o Coliseu. No alto, Santa Francesca Romana e a Basílica de Maxêncio.

Santa Maria ad Busta Gallica, conhecida também como Santa Maria in Cambiatoribus, era uma igreja de Roma que ficava localizada perto do Coliseu, no rione Monti de Roma. É provável que ela também seja a mesma igreja conhecida como Santa Maria in Portogallo. Mariano Armellini identificou esta igreja como sendo a mesma que Santa Maria in Candiatore, "perto de San Pietro in Vincoli". Era dedicada a Virgem Maria e foi demolida na década de 1580; o local foi incorporado à antiga Villa Silvestri.

## História
Esta igreja ficava localizada num local conhecido como "Busta Gallica", na encosta do Esquilino de frente para o Coliseu, um local onde, segundo a lenda, o cônsul Marco Fúrio Camilo incinerou (em latim: bustum - "local de cremação") os corpos dos gauleses sênones depois que ele reconquistou Roma após o saque de 387 a.C.. O local ficava na direção do moderno Largo Gaetana Agnesi (onde está a estação do metrô Coliseu) e do antigo Clivo di Acilio, na encosta do monte Ópio.
Esta igreja aparece no Catalogo di Cencio Camerario, compilado por Cencio Savelli em 1192, com o nome de Sce. Marie in Cambiatoribus, no Catalogo Parigino (c. 1230) como S. Maria in Camatoris, no Catalogo di Torino (c. 1320) como Ecclesia sancte Marie in Cambiatoribus e finalmente no Catalogo del Signorili (c. 1425) como Sce. Marie de Cubiatoribus. A partir do final do século XV, a igreja perdeu o epíteto original: no catálogo de 1492 ela aparece como S. Maria portualiaiux(ta) Coliseum ad occidentem», no de 1555  como Mariae  Portugallen,  prope  forumTraiani, na "Tassa di Pio IV" como S. Maria in Portugallo app. il Colosseo. Finalmente, no "Catalogo di Pio V" (1566), seu nome já indica seu estado, S. Mariade portogallo arrovinata, e a última citação foi por Francesco del Sodo (1575-1583), como S.  Maria  in  Portugallo.
A igreja foi demolida logo em seguida. Em 1588 ela já é citada como "não mais existente" e já não aparece no mapa de Roma realizado por Antonio Tempesta em 1593. O local depois foi incorporado à Villa Silvestri.